# Tuleň středomořský
Tuleň středomořský (Monachus monachus) je malý mořský savec z čeledi tuleňovitých ze skupiny ploutvonožců. Jedná se o jediného zástupce rodu Monachus. Jeho domovem bylo kdysi celé Středozemní moře a přilehlé oblasti. Rybáři však v tuleních viděli konkurenci, která jim snižuje úlovky a tak je začali hubit, často velmi nevybíravými metodami. To vedlo k vymizení tuleně středomořského z velké části jeho původního areálu. Dnes je tuleň středomořský na pokraji vyhynutí. Poslední žijící tuleni jsou roztroušeni po celé oblasti Středozemního moře.

## Charakteristika
Tuleň středomořský se řadí mezi ploutvonožce. Ploutvonožci se vyvinuli uprostřed třetihor ze suchozemských šelem. Je jich asi 30 druhů a jednotlivé druhy se od sebe moc neliší. Jsou přizpůsobeni životu ve vodě, končetiny mají proměněné v ploutve. Jsou to velmi dobří plavci, rychlost plavání dosahuje až 30 km/h. Potravou ploutvonožců je plankton, měkkýši a ryby. Všichni ploutvonožci mají silnou vrstvu tuku, která je chrání před chladem, a mají srst s velice hustou podsadou. Tuleň středomořský patří do řádu tuleňovitých, pro který je charakteristická chůze po předních končetinách. Tuleni se zdržují spíše u břehu, kde hloubka moře nedosahuje více než 70 m. Neumí se potápět do velkých hloubek a musí často odpočívat na souši. Jsou to plaší tvorové. Mláďata kojí mateřským mlékem a krev mají stejně teplou jako ostatní savci. Délka tuleně středomořského dosahuje u samice 230 cm a u samce až 320 cm. Váží až 320 kg. Zvíře je černohnědě zbarvené a na břiše má velkou světlou skvrnu. Někteří tuleni jsou jednotně hnědí. Ve stáří dochází k prošedivění srsti, která má pak stříbrný nádech. Jejich latinský název Monachus je odvozen od ruského slova mnich, což souvisí s jejich jednoduchým tmavým zbarvením.

## Výskyt
Původně žil tuleň středomořský na ohromném území, od pobřeží Černého moře přes celé Středozemní moře až k pobřeží Madeiry a Kanárských ostrovů. Příbuzný poddruh žil v karibské oblasti, avšak tam je dnes vyhuben. Třetí příbuzný poddruh v počtu několik set jedinců stále žije v okolí Havajských ostrovů. Tento druh tuleně je výborně přizpůsoben subtropickým podmínkám. Středomořští tuleni se v tomto století stali velmi vzácní kvůli nekontrolovatelnému odstřelu, kdy jejich stav klesl z několika desítek tisíc na pouhých několik set kusů, které žijí ve východním Středozemním moři, u západního pobřeží Afriky a na pobřeží Jadranu. Malé skupinky tuleňů se občas vyskytují i v západním středomoří např. v oblasti Sardinie, právě tady byl však tuleň středomořský přívalem turistů kriticky ohrožen. Od roku 2010 se několik jedinců usadilo v oblasti severního Jadranu u Puly, kde se s nimi potkávají i potápěči pod vodou.

## Způsob života
Tuleň středomořský se potápí především na skalnatých pobřežích v okolí jeskyní, kam se často ukrývá. Žije převážně na starých známých březích, kde odpočívá a rodí mláďata. Z místa na místo se přesouvá velmi vzácně. A proč vlastně dochází k takovému úbytku tuleně středomořského? Vědci si tento fakt vysvětlují takto: Mále kolonie žijící u pobřeží jsou dnes velmi vyrušovány čluny a loděmi s turisty. Lodě pronikají čím dál hlouběji do nejodlehlejších zákoutí pobřeží a tak se zvířatům nedostává patřičného odpočinku a nemají ve svých útočištích prostor ani k potřebnému rozmnožování. Právě proto, že nemají klid na souši, ukrývají se do jeskyní.
Tuleň středomořský je výjimkou mezi tuleni, neboť se velmi dobře pohybuje po souši, na rozdíl od jiných tuleňů, kteří se po souši pohybují spíše nemotorně. Za to, že se po souši takto obratně pohybuje, vděčí širokým a mohutným drápům na předních končetinách, které normálně využívá k plavání. Po vylezení z vody se mohutnými drápy uchycuje na skalách. Drápy mu umožňují, na rozdíl od tuleně obecného, opustit moře i na skalnatém pobřeží. Hlavním nepřítelem tuleně středomořského je žralok, kterému však dokáže svým obratným pohybem ve vodě uniknout.
Tuleň středomořský má chrup jako šelma a je schopen kořist nejen uchopit ale i rozkousat. Potravu si rozporcuje na kusy určité velikosti, které pak v celku polyká, aniž by je dále rozkousal.
Důležité je, aby měl tuleň klid, především v letních měsících, protože se musí chladit a chránit před slunečním zářením a následným přehřátím. K tomuto cíli vyhledává stinná místa v skalních rozsedlinách nebo podmořských jeskyních a pohybuje se v tomto období jen velmi málo.
Tuleni se dožívají dvaceti let, někdy i více. Dorozumívají se rozličným chrochtáním a ostrým štěkáním.

## Potrava
Živí se rybami a dalšími mořskými tvory, které často skupinově loví.

## Rozmnožování
Tuleni přivádí svá mláďata na svět na souši, kde se jich během rozmnožování shromažďují stovky. Každý samec se snaží zabrat si pro sebe co největší skupinu samic a ostatní samce zahání neohrabanými poskoky. Ve vodě se postupně páří se všemi svými samicemi. Tuleni středomořští dávají přednost nepřístupným a nerušeným místům, která slouží pouze k odpočinku a vrhu mláďat. Mláďata se rodí v září a v říjnu a matka o ně pečuje tři roky. Když dospějí do věku 4 let, jsou již pohlavně zralí. Tulení
mláďata jsou roztomilá, avšak i tito skoro bezbranní tvorové jsou zabíjeni lidmi pro jejich kožešinu.